# Sưu dịch
Sưu dịch, công dịch hay lao dịch là một loại thuế thân nhưng không nộp bằng hiện kim hay phẩm vật mà nộp bằng sức lao động. Sưu dịch dùng để thực hiện những công trình công ích nhưng nhiều khi bị lạm dụng để xây cất theo sở thích của chính quyền.

## Việt Nam
Sưu dịch ít ra từ thập niên 1660 thời Hậu Lê là do các quan phủ, quan huyện ấn định rồi bố cáo đến các làng xã. Hương chức địa phương thì chiếu theo đó phân bổ cho dân làng. Chính quyền dùng sưu dịch để đắp đường sá và xây dựng thành lũy. Dân có hộ tịch trong làng đều phải chịu sưu dịch của làng trừ phi các chức sắc.

### Nhà Nguyễn

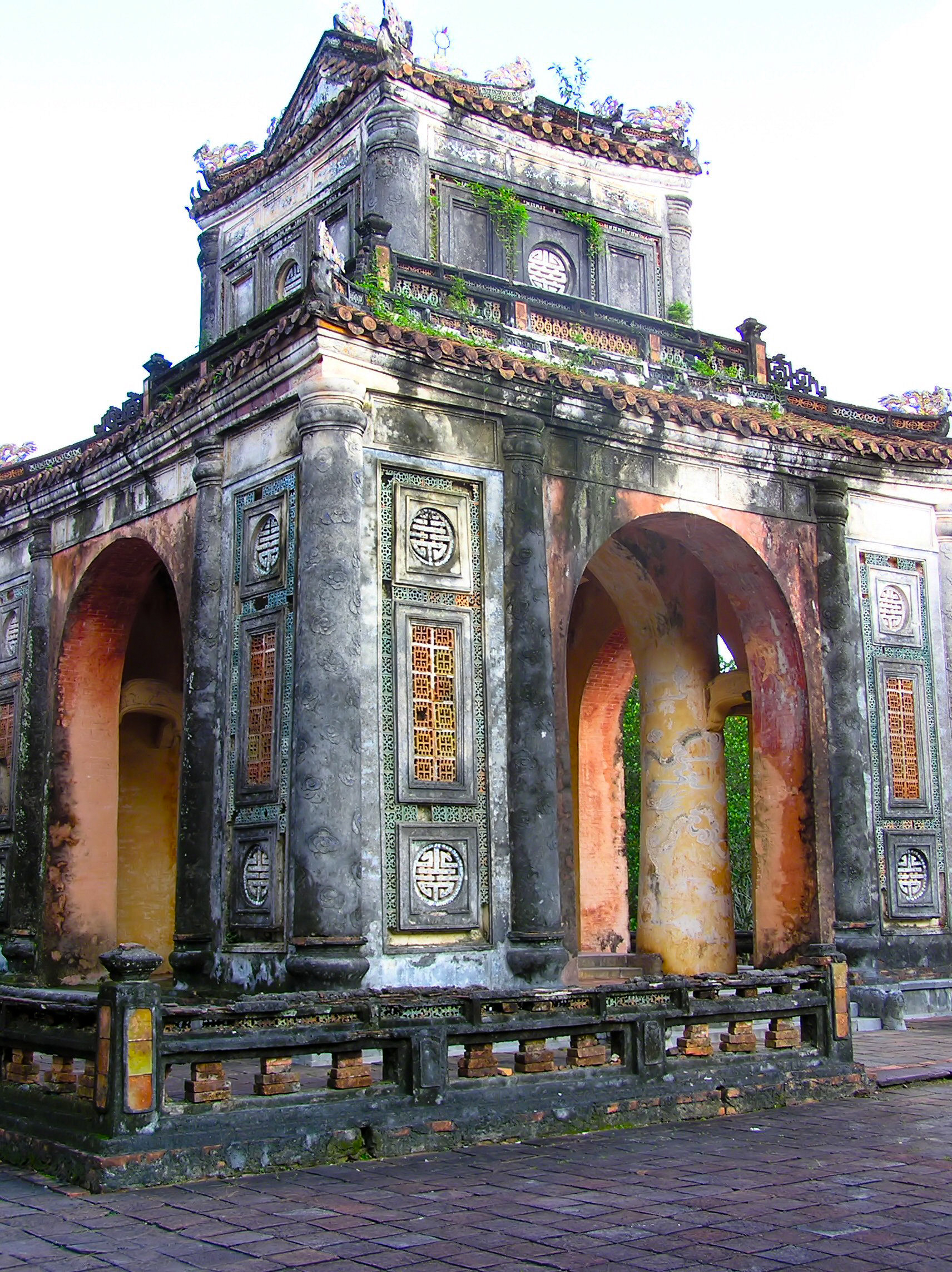
Vạn Niên Cơ

Sưu dịch thời nhà Nguyễn không có hạn định mà tùy theo nhu cầu của chính quyền. Khi vua Gia Long thống nhất đất nước thì việc đắp đường, chạy tin trạm xá trên con đường Cái Quan, cùng xây cất các thành trì đều lấy sưu dịch để phục dịch và cung cấp vật liệu. Giàu nghèo đều phải gia công. Vụ xây cất Vạn Niên Cơ triều Tự Đức là một trường hợp triều đình dùng sưu dịch cung ứng sức lao động và châm ngòi cho loạn Chày Vôi ở Kinh thành.

### Thời Pháp thuộc
Sau khi người Pháp xâm chiếm Nam Kỳ thì lệ sưu dịch vô hạn định (tiếng Pháp: grande corvée) bị bãi bỏ năm 1881. Họ chỉ giữ petite corvée lấy năm ngày sưu dịch là tối đa mỗi năm để cung ứng lao động công ích trong làng. Dân làng có thể thế bằng tiền để làng thuê người khác làm thay.
Ở Trung Kỳ và Bắc Kỳ thì sưu dịch vẫn theo phép cổ. Chính phủ Bảo hộ ở Bắc Kỳ năm 1886 mới ấn định 48 ngày sưu dịch là tối đa mỗi năm. Trung Kỳ thì năm 1889 cũng theo đó hạn chế 48 ngày. Trong 48 ngày đó thì làng xã lấy bốn ngày; 44 ngày còn lại phải cung ứng cho chính quyền Bảo hộ.
Năm 1897 Toàn quyền Đông Dương Paul Doumer ký nghị định giảm sưu dịch xuống thành 30 ngày mỗi năm nhưng 30 ngày đó lại chia thành ba hạng:
1. 10 ngày phải nộp bằng tiền với giá 0,10 đồng bạc Đông Dương/ngày, tức một đồng
2. 10 ngày lao động bắt buộc, và
3. 10 ngày có thể chuộc bằng tiền.

Những năm kế tiếp chính quyền Đông Pháp tăng dần số lượng tiền phải nộp và giảm số ngày lao động nhưng dân quê không đam được nên sang đầu thế kỷ XX xảy ra vụ Trung Kỳ dân biến chống lại hà lạm trưng thu thuế khóa.
Năm 1918 Trung Kỳ xóa bỏ sưu dịch. Ở Bắc Kỳ thì năm 1920 mới hoàn toàn bãi bỏ sưu dịch.

### Việt Nam Dân chủ Cộng hòa
Sưu dịch được phục hồi sau Chiến tranh thế giới thứ hai và người trốn sưu dịch phải chịu hình luật. Trong cuộc chiến Kháng Pháp, chính quyền ra chỉ thị ấn định thời gian người dân phải canh tác cây lương thực hoặc vận chuyển quân cụ hay quân nhu ra chiến trường.
Ngoài ra "Nghĩa vụ dân công" vào những thập niên 1950, 1960 đắp đê cũng là một dạng sưu dịch, quy định là 30 ngày mỗi năm, nam từ 18 đến 50 tuổi, nữ từ 18 đến 45 tuổi.

### Việt Nam Cộng hòa
Thời Đệ Nhất Cộng hòa, việc xây cất đường sá, đào giếng, khai mương ở các Khu Trù mật và Ấp Chiến lược đều theo dạng sưu dịch.

### Cộng hòa Xã hội Chủ nghĩa Việt Nam
Cuối thế kỷ XX sang thế kỷ XXI Việt Nam duy trì sưu dịch với tên "nghĩa vụ lao động" hay "nghĩa vụ dân công". Nhà nước quy định công dân phái nam từ 18 đến 45 tuổi, nữ từ 18 đến 35 tuổi, phải chịu 10 ngày mỗi năm.